# Bibinje
Bibinje je općina u Zadarskoj županiji u Hrvatskoj. 

## Zemljopis
Bibinje je obalno mjesto smješteno nekoliko kilometara južno od Zadra. 

## Stanovništvo
Pri popisu stanovništva 2021. Bibinje je imalo 3967 stanovnika.

### Nacionalni sastav stanovništva 2001. godine
- Hrvati - 3 819 (97,35)
- Albanci - 12 (0,31)
- Bošnjaci - 9 (0,23)
- Nijemci - 9 (0,23)
- Srbi - 8 (0,20)
- Slovenci - 5 (0,13)
- Mađari - 2
- Makedonci - 2
- Slovaci - 2
- Austrijanci - 1
- Česi - 1
- ostali - 4
- neopredijeljeni - 7 (0,18)
- nepoznato - 42 (1,07)[nedostaje izvor]

| broj stanovnika | 426   | 485   | 538   | 659   | 738   | 357   | 1100  | 1158  | 1530  | 1684  | 2053  | 2590  | 3065  | 3777  | 3923  | 3985  | 3962  |
|                 | 1857. | 1869. | 1880. | 1890. | 1900. | 1910. | 1921. | 1931. | 1948. | 1953. | 1961. | 1971. | 1981. | 1991. | 2001. | 2011. | 2021. |

| broj stanovnika | 426   | 485   | 538   | 659   | 738   | 357   | 1100  | 1158  | 1530  | 1684  | 2053  | 2590  | 3065  | 3777  | 3923  | 3985  | 3962  |
|                 | 1857. | 1869. | 1880. | 1890. | 1900. | 1910. | 1921. | 1931. | 1948. | 1953. | 1961. | 1971. | 1981. | 1991. | 2001. | 2011. | 2021. |

## Povijest
Povijest Bibinja počinje prvim tisućljećem. Još u doba rimskog carstva neki Vibius ili Bibius, vjerojatno patricij ili isluženi vojni veteran, imao je svoj posjed, odnosno villu rusticu ili ljetnikovac na bibinjskom poluotoku. Po njemu je taj lokalitet kasnije nazvan Bibanum, Taj se naziv spominje u knjigama prvi put 1214. godine, dakle u ranom srednjem vijeku. Kasnije se to ime slavenizacijom, a poslije i kroatizacijom, mijenja u Bibinje. Potrebno je ovdje spomenuti da se za vrijeme talijanske okupacije u Drugom svjetskom ratu Bibinje zvalo Bibano.
Bibinje su kao posjed, zemljište, pripadale zadarskom gradskom ageru, odnosno kasnije užem gradskom kopnenom distriktu. U vrijeme hrvatskih narodnih vladara imanje "Točinju" (vjerojatno bibinjski posjed) 1066. godine kralj Petar Krešimir IV. daruje opatici Čiki prilikom osnutka samostana benediktinki kod Crkve svete Marije u Zadru.
Početkom 15. stoljeća počinju upadi Turaka i Bibinje doživljava svoju kalvariju. Zbog Turaka i kuge selo će se na poluotoku proširiti jer se pred Turcima u selo sklanjaju stanovnici Stomorina sela (naselje oko Crkvice svetog Petra iz 8. stoljeća – današnja Petrina).
U doba turskih provala Bibinjci su bili okupljeni na poluotoku, na kojem i danas leži Staro Selo. S vremenom su izvan poluotoka nicali torovi, sjeverno uzduž stare ceste koja vodi od Zadra prema Sukošanu. To su bili Bugarijina tori, Sorića tori, Lisičina tori, Šimunića tori, zatim Karabana, Šindina, Lenkića, Režana tori i drugi. Svi ti torovi nastali su kao sateliti jezgre u samom Starom Selu, najprije kao mjesto gdje su se gradile ograde za držanje stoke, a kasnije za izgradnju kuća. Prirodno povećanje broja članova obitelji u Starom Selu, zbog ograničenog prostora za izgradnju novih kuća, pratilo je stalno iseljavanje mlađih ljudi u ta nova, satelitska naselja – Torove. Preci stanovnika tadašnjih i današnjih Torova gotovo svi potječu iz jezgre sela na poluotoku. Stanovnike Torova i danas ljudi u Starom Selu nazivaju Toralima. Oni su Starom Selu zadržali su naziv Seljani.
Sada se Starim Selom naziva čitavo naselje na poluotoku. Međutim, od davnine pa sve do Drugog svjetskog rata selo na poluotoku se dijelilo na Staro i Novo Selo.
U Starom Selu je dominantni objekt bila Crkvica svetog Ivana sagrađena prije polovine petnaestog stoljeća, a u Novom Selu, Crkva svetog Roka sagrađena u sedamnaestom stoljeću, prije 1673., kada je, kako se zna, bila obnovljena.
S istočne strane Novog Sela zbog obrane od Turaka bio je godine 1468. podignut obrambeni zid s kulom uz more na sjevernoj strani poluotoka, na početku uvale zvane Jaz.
U popisu stanovništva iz 1527. godine postoje "Velike" i "Male" Bibinje. Velike Bibinje s 42 stanovnika su bile naselje na samom kraju poluotoka oko Crkve svetog Ivana, a Male Bibinje s 49 stanovnika podigoše u produžetku sela, oko Crkve svetog Roka, zaštitnika od kuge, doseljenici iz Stomorine (Petrine).
Za zaštitu od Turaka Mlečani su 1468. godine dali na početku poluotoka izgraditi zaštitni zid s kulom na sjeveru (kod Jaza) i Kaštelićem (na današnjim Selavratima). Na geodetskoj karti iz 1885. godine još se vidi trasa tog zida.
Za vrijeme Ciparskog rata 1570. godine Turci spaljuju i ruše Bibinje, a pučanstvo bježi većinom na otoke. Poslije toga, punih šesnaest godina, ni vojni zapovjednici, ni vizitatori, ne spominju u svojim izvješćima Bibinje.
Bibinje su se ipak obnovile i početkom 17. stoljeća već broje 175 stanovnika.
Bibinje ponovo stradavaju u Kandijskom ratu 1646. i opet 1658. godine.
U borbi s Turcima toga vremena u Sjevernoj Dalmaciji i Lici Bibinje su dale velikog junaka - don Stipana Sorića.

Bibinjci su bili zemljoradnici. Bili su kmetovi na imanjima zadarskih samostana, crkava i plemenitaša kao: Sveta Marija, Zmajevići, Perlini itd. Kmetsko-kolonatskog odnosa oslobodili su se tek 1930. godine.

## Poznate osobe
- Don Marko Sikirić
- Tomislav Bralić
- Ivica Sikirić Ićo
- Stipan Sorić
- Franko Lisica
- Ante Sikirić
- Marin Fuzul
- Šime Bugarija

## Spomenici i znamenitosti
- Stara župna crkva sv. Roka, ispovjednika, ustanovljena 1713.
- Novu župnu crkvu Uznesenja Marijina posvetio je nadbiskup Marijan Oblak 1985. godine
- Crkva sv. Ivana Krstitelja (Rođenje) u selu, nedaleko od župne crkve; potječe iz 15. stoljeća
- Crkva sv. Ivana Krstitelja (Glavosijek) na Punti, iz 12. stoljeća
- Crkva Svih Svetih na groblju, izgrađena 1996. godine
- Crkva sv. Petra Apostola u nekadašnjem naselju Petrina
- Župna kuća iz 1889. godine. Temeljito je obnovljena i dograđena 1975. godine[5]
- U svibnju 2007. godine na novouređenom trgu dr. Franje Tuđmana ispred Doma kulture, Općina Bibinje je postavila spomenik dr. Franje Tuđmana
- Spomenik don Marku Sikiriću iz Bibinja, svećeniku i preporoditelju (1858. – 1919.)[6]

## Obrazovanje
- Osnovna škola Stjepana Radića Bibinje
- Dječji vrtić Leptirići Bibinje
- Dječji vrtić sv. Male Terezije (samostan Sv. Obitelji Karmelićanki Božanskog Srca Isusova)

## Šport
Bibinje ima 2 malonogometna igrališta i igralište Franka Lisice.
U Bibinjama se održava tradicijski turnir u odbojci na pijesku Hvala braniteljima.
O Uskrsu održava se turnir u malom nogometu koji nosi ime poginulog hrvatskog branitelja Franka Lisice.

## Pobratimstva
- Koljnof[10]

## Kultura
Sveti Roko zaštitnik je Bibinja.

## Galerija
- Crkva Uznesenja Marijina
- Crkva sv. Roka
- Spomenik Don. Marku Sikiriću
- Sportski centar Crljenica
- Šetnica
- Uvala Jaz
- Uvala Jaz
- Crkva Uznesenja Marijina

### Članci
- Dragić, Marko. 2013. Sveti Rok u tradicijskoj katoličkoj baštini Hrvata. Nova prisutnost. Kršćanski akademski krug. Zagreb. 11 (2): 165–182

## Vanjske poveznice
- eBibinje.net/
- Turistička zajednica općine Bibinje
- http://www.opcina-bibinje.hr/index.php?option=com_content&view=article&id=33&Itemid=3
- http://www.os-stjepanaradica-bibinje.com  Arhivirana inačica izvorne stranice od 22. listopada 2016. (Wayback Machine)
- Zadarska županija[neaktivna poveznica] Poslovna zona u Bibinjama

|  | Portal Hrvatske – Pristup člancima s tematikom o Hrvatskoj. |